# 余声
余声（1987年7月7日—），汉族，中国演员、主持人，2009年获得第59届世界小姐中国区总冠军而出道至今，现为安徽卫视签约女主持人。

## 主要经历
- 1987年 出生于安徽省合肥市一个普通家庭；
- 2005年 考入中国传媒大学南广学院播音与主持艺术专业本科班（2009年毕业）；
- 2009年 获安徽电视台“魅力主持秀”大赛冠军；同年获得第59届世界小姐比赛中国赛区冠军[3][4]；
- 2010年 加入安徽卫视主持节目；
- 2011年至今，主持安徽卫视《男生女生向前冲》《我为歌狂》等多个栏目；
- 2012年 与台湾男演员何润东恋情曝光[5][6]。

## 主持节目

### 大型晚会
- 2011年 安徽卫视《安徽卫视祝福2011-爱传万家欢乐嘉年华元旦晚会》；
- 2011年 安徽卫视《国剧盛典》特别节目《盛典进行时》；
- 2012年 安徽卫视《2012亚洲时尚盛典》；
- 2012年 安徽卫视《龙腾江淮——2012安徽卫视春节联欢晚会》；
- 2013年 安徽卫视《金蛇狂舞幸福年——2013安徽卫视春节联欢晚会》；
- 2013年 安徽卫视《2013亚洲青春派》“亚洲盛典”；

### 大型活动
- 2010年 《江山如此多娇——三大男高音全国巡演》
- 2011年 中国电视“星光奖”颁奖典礼
- 2012年 《“星耀中华、U酷之夜”巨星演唱会》
- 2013年  全国春节文艺晚会及春节特别节目评优表彰会
- 2013年  “我们的奋斗”2012安徽年度经济人物颁奖盛典

### 电视节目
- 安徽电视台影视频道《开心果》
- 安徽电视台公共新闻频道《英语新闻》
- 安徽电视台综艺频道《当红不让》《全民大精彩》《快乐无敌大PK》《爱上新主持》《综艺星气象》
- 安徽卫视《超级演说家》《超级笑星》《全民运动会》《周日我最大》《剧风行动》《相约花戏楼》《黄金年代》《幸福夫妻档》《勇者无敌》《天声王牌》《男生女生向前冲》《我为歌狂》《超级先生》